# Petyr Kurumbaszew
Petyr Atanasow Kurumbaszew, bułg. Петър Атанасов Курумбашев (ur. 28 stycznia 1968 w Plewenie) – bułgarski polityk i inżynier, poseł do Zgromadzenia Narodowego oraz do Parlamentu Europejskiego VIII kadencji.

## Życiorys
Ukończył studia na Uniwersytecie Technicznym w Sofii. Pracował m.in. w telewizji państwowej BNT. W latach 2007–2009 zasiadał w radzie miejskiej Sofii. W 2009 i w 2013 jako bezpartyjny kandydat z rekomendacji Bułgarskiej Partii Socjalistycznej wybierany na posła do Zgromadzenia Narodowego 41. i 42. kadencji. W 2014 bez powodzenia kandydował w wyborach europejskich. Mandat europosła VIII kadencji objął jednak w styczniu 2017, zastępując Ilijanę Jotową. W PE dołączył do frakcji socjalistycznej.